# Buellia granulosa
Buellia granulosa är en lavart som först beskrevs av Darb., och fick sitt nu gällande namn av C. W. Dodge. Buellia granulosa ingår i släktet Buellia och familjen Physciaceae.   Inga underarter finns listade i Catalogue of Life.